# ネガティブハート
『ネガティブハート』は、お笑いコンビさまぁ〜ずを中心に結成したバンドマイナスターズのデビューアルバム。2005年1月19日発売。発売元はヴァージン・レコード。

## 解説
デビュー作品となるアルバム。メジャーデビューとなっているが、それまではライブのみでの活動のため初のCD作品である。
正式デビュー前に前身バンドからのメンバーキノコ木下が脱退しているが、本名の北村元名義で何作か作曲作品が収録されている。キーボードのキナコキナシタもヘローとのデュエット曲でのボーカルの他、本名の髙村日菜子名義で作曲作品が収録されている。
動物シリーズの楽曲として、ヘルマン・ネッケの「クシコスポスト」に無理やり作詞を当てたものが何作か収録されている。「ジラフ」を除きこのシリーズの収録時間は1分未満であり、その他の曲も基本的に2分台と短いものである。19曲収録であるものの、総収録時間は40分以下とかなり短く、楽曲のほとんどが台詞で埋められているものさえある。この動物シリーズの楽曲除き、全ての作品にミタムラさんのツッコミが収録されている。ヘローはそのツッコミを無視する形で歌い続ける。

## 収録曲
1. 〜OPENING〜
自己紹介を模した歌詞。かなりネガティブな紹介をしており、ミタムラさんの『暗い!』のツッコミが入る。
2. 心配性
このアルバムの中では一番ポップでシングルに近い曲。PVも存在する。
3. 当てさせて
斉藤と言う友達らしき人の名前と好きな食べ物をヘローが当てる曲。しかし、名前が変なのと好きな食べ物が分かりにくいことをミタムラさんにツッコまれる。
4. ジラフ ☆
5. ジャララ
最初「ジャララ〜」と歌うだけかと思いきや小銭のコントに入る曲。
6. ふたり
ヘローとキナコのデュエット曲。二人とも譲り合わないために待ち合わせ場所が合わず、結局出会えないという内容。
7. 自由
曲の2/3以上台詞となっている。ヘローが自分からお願いしておいて、好意に対して行動を起こさないことにミタムラさんがツッコむといった内容。
8. お前じゃないさ
ヘローが吉野やモアイに話しかけるが名前を呼ばずに「お前じゃない」と連呼するのをミタムラさんがツッコむ内容。
9. エレファント ☆
10. バッファロー ☆
11. すれ違い
ヘローとキナコのデュエット曲。自分の誘いにキナコがなかなか乗らないことにヘローが激怒する部分が、そのまま2番の歌詞に台詞となって収録されている。
12. ネガティブハート
タイトル曲。最後はヘローが何を言っているかよく聞き取れない（ミタムラさん談）。
13. デジタル時代
本作3曲目のヘローとキナコのデュエット曲。
14. トイレこの先 左なの
作曲はSomething ELseの今井千尋。収録時間が1分程しかなく、動物シリーズを除けばマイナスターズが公式にCDで発表している曲の中では一番短い曲となっている。
15. 夜の夜霧
歌詞のほとんどが重複している。しかし一部重複でないことにミタムラさんがご立腹。
16. ひつじ ☆
17. キャメル ☆
18. 待ちわびて
作曲は元チューリップの財津和夫。
19. 〜ENDING〜
「夜の夜霧」の歌詞が重複していることが気に入らないらしく、自らの歌いなおしを行う。しかし歌詞が足りないことに気付き、「さっきのでいいや」と納得。「夜の夜霧」をミタムラさん風に歌いなおしているが、基本的に台詞のみの楽曲であり、作詞・作曲のクレジットはない。楽曲自体はヘロー作詞曲によるもの。

※☆はいわゆる動物シリーズとなる楽曲。そのうち「バッファロー」「ひつじ」「キャメル」の3曲は「動物メドレー キャメル 〜 ひつじ 〜 バッファロー」として後の1stシングル「俺なんでもいいし／カバ」に収録（楽曲自体に大きな変化は無いが、アルバムには無かったミタムラさんのツッコミが追加されている）。ちなみにこのシングルの｢カバ｣「しまうま」の2曲も動物シリーズとなる。
- 作詞:ヘロー(#1〜18)
- 作曲:小田真(#1)、小森順二&小田真(#2)、市川洋介(#3)、ヘルマンネッケ(#4,9,10,16,17)、HIKARI(#5)、
ヘロー(#6,11,15)、北村元(#7)、小田真&髙村日菜子(#8,13)、北村元&髙村日菜子(#12)、今井千尋(#14)、財津和夫(#18)

## 演奏
- マイナスターズ：Chorus (#18)
- 小田真
  - Guitar (#1.9.13.14)
  - Bass (#1.2.3.5.6.7.8.10.12.13.14.15.17.18)
  - Electric Guitar (#11)
  - Programming (#1.3.6.8.11.13)
- 堀尾ひろみ
  - Keyboards (#1.2.3.5.7.8.12.13.14.15.17.18)
  - Pianica (#10)
  - Piano (#16)
- Yumi-go, CaNa, JURI, Catchy, Ayamy, KANAE, Akane
  - チアガールズ (#1)
  - Chorus (#18)
- 小森順二 (COUNTERS)
  - Guitar (#2.3.4.6.7.8.12.13.15)
  - Acoustic Guitar (#11)
- 井上潤：Drums (#2.3)
- 古市コータロー (ザ・コレクターズ)：Guitar (#5.14.17)
- サンコンJr. (ウルフルズ)：Drums (#5.14.17.18)
- 平間亮之介：Keyboards (#6.11)
- 赤間慎：Percussion (#7.13.15)
- 佐藤大輔：Percussion (#10)
- 後藤勇一郎ストリングス：Strings (#18)
- 本間優一郎：Strings Arrangement (#18)